# Arjowilangun
Arjowilangun is een bestuurslaag in het regentschap Malang van de provincie Oost-Java, Indonesië. Arjowilangun telt 12.825 inwoners (volkstelling 2010).